# Dendronephthya brevirama
Dendronephthya brevirama is een zachte koraalsoort uit de familie Nephtheidae. De koraalsoort komt uit het geslacht Dendronephthya. Dendronephthya brevirama werd in 1898 voor het eerst wetenschappelijk beschreven door Burchardt. 